# Jabłonna-Kolonia
Jabłonna-Kolonia [pronunciación en polaco: /jaˈbwɔnna kɔˈlɔɲa/] es un pueblo ubicado en el distrito administrativo de Gmina Jabłonna Lacka, dentro del Condado de Sokołów, Voivodato de Mazovia, en el este de Polonia central.
El pueblo tiene una población de 102 habitantes.